# عملية بيركشاير
عملية بيركشاير Operation Berkshire هو اسم برنامج بدأته سبعة من أكبر شركات التبغ في العالم في عام 1976 بهدف تعزيز "الجدل" حول التدخين والأمراض.

## الوصف
بناءً على دعوة من توني جاريت، رئيس شركة إمبريال توباكو، اجتمعت رؤساء شركات التبغ سراً في يونيو 1977 في منزل شوكرويك في المملكة المتحدة "لوضع استراتيجية دفاعية بشأن التدخين والصحة، بهدف تجنب استهداف بلداننا و/أو شركاتنا واحدة تلو الأخرى، مما يؤدي إلى تأثير الدومينو."
اتفقوا على إنشاء منظمة واجهية تُدعى "اللجنة الدولية لقضايا التدخين" (ICOSI) (تم تغيير اسمها إلى "المركز الدولي لمعلومات التبغ"، INFOTAB، في عام 1981)، التي عملت من خلال شبكة تنسيق دولية من جمعيات مصنعي التبغ الوطنية لتأخير إجراءات مكافحة التبغ.

يُوصف هدف ICOSI/INFOTAB في وثيقة تُعرف باسم "دفتر المؤامرة" التي أنتجتها شركة براون وويليامسون في سياق قضية الاحتيال الخاصة بصناعة التبغ في الولايات المتحدة:
"عملت صناعة التبغ الأمريكية، بالتعاون مع نظرائها في بلدان أخرى حول العالم، على تنظيم ICOSI، والتي تم تغيير اسمها فيما بعد إلى INFOTAB، بهدف تنسيق الاستجابة العالمية لصناعة التبغ لأنشطة مكافحة التبغ. تم استخدام INFOTAB لصياغة ونشر موقف متفق عليه من قبل الصناعة. وقامت بمراقبة منظمات مكافحة التدخين. وأنشأت خدمة معلومات بهدف تجميع ونشر المعلومات حول أنشطة مكافحة التدخين. واستُخدمت لتحديد وجذب حلفاء حول العالم لصالح صناعة التبغ، ولإجراء دراسات وبحوث تكون نتائجها مفيدة، وللرد على البيانات والاتهامات من جانب قوى مكافحة التدخين. عملت المنظمة بشكل وثيق مع معهد التبغ [وهو منظمة واجهية للصناعة تم حلها في عام 1998] في تنفيذ هذه المهمة."
عارضت شركات التبغ، من خلال مشاركتها في مجموعة عمل التبغ التابعة للمعهد الوطني للسرطان، تمويل مشاريع مثل برامج الإقلاع عن التدخين، كما حجبت المعرفة حول تأثيرات السجائر.
تم اكتشاف المؤامرة في نوفمبر 1998، كجزء من اتفاقية التسوية الرئيسية بين صناعة التبغ في الولايات المتحدة ومحامو ولايات متعددة. تم إجبار شركات التبغ الأمريكية على الكشف علنياً عن ما يقرب من 40 مليون صفحة من الوثائق السرية التي سبق أن تمت إعادة تصنيفها. خلال محاكمة النائب العام لولاية مينيسوتا (ولاية مينيسوتا وآخرون)، أمرت محكمة المنطقة الأطراف المحلية بإنشاء مستودع وثائق في مينيسوتا للوثائق المنتجة في تلك الدعوى.
تم إنشاء عملية بيركشاير كاستراتيجية دفاعية موحدة بين شركات التبغ العالمية. تم اقتراح الاسم الرمزي في البداية في مذكرة سرية للرئيس السابق لشركة فيليب موريس إنترناشيونال، هيو كولمان، من قبل رئيس شركة إمبريال توباكو في المملكة المتحدة آنذاك، توني جاريت.
تكونت الخطة عندما اجتمعت شركات التبغ الكبرى معًا لتشكيل دفاع موحد ضد تشريعات مكافحة التدخين. اتفقوا على عدم تقديم تنازلات معينة بشكل طوعي حول التدخين، وإذا مررت تشريعات لإجبارهم على ذلك، سيوافقون على رفع دعاوى قضائية. على وجه الخصوص، قرروا أنهم لن يتنازلوا عن النقطة التي تشير إلى أن التدخين له تأثيرات صحية سلبية، وبدلاً من ذلك سيحاولون إثارة الجدل، خشية تحميلهم المسؤولية القانونية عن وفاة المدخنين. كما صاغوا أنشطة منسقة لتعزيز قبول التدخين اجتماعياً.
وقد تم إظهار سلوك مماثل من قبل رؤساء أكبر سبع شركات تبغ في الولايات المتحدة، الذين أُطلق عليهم لقب "الأقزام السبعة"،  حيث شهدوا معًا أمام الكونغرس الأمريكي خلال جلسة استماع حول تنظيم منتجات التبغ في 14 أبريل 1994، حيث نفوا جماعياً، تحت القسم، الطبيعة الإدمانية للنيكوتين ،على الرغم من تقرير نيويورك تايمز المنشور في ذلك الوقت مفاده أن للنيكوتين القدرة على أن يكون أكثر إدمانًا من الهيروين أو الكوكايين أو الأمفيتامينات. وادعى عدد من تنفيذيي شركات التبغ أيضًا تحت القسم أن شركاتهم لم تقم بتلاعب مستويات النيكوتين في السجائر بشكل كاذب.

## انظر ايضا
- المطلع (فيلم)
- Master Settlement Agreement  [لغات أخرى]‏
- مشروع سكام
- دعاية (مصطلح)
- الحقيقة (حملة مكافحة التبغ)

## روابط خارجية
- Stanton A. Glantz, John Slade, Lisa A. Bero, Peter Hanauer, and Deborah E. Barnes, editors, The Cigarette Papers. Berkeley: University of California Press, 1996.
- Ciresi, MV; Walburn, RB; Sutton, TD (1999). "Decades of deceit: Document discovery in the Minnesota tobacco litigation". William Mitchell Law Review. 25: 477–566.
- State of Minnesota, et al. v. Philip Morris, Inc., et al., No. C1-94-8565 (2d Dist. Minn.) (Ramsey County).
- http://www.tobaccoarchives.com/